# Manoir de la Rivière-Bréhaut
Le manoir de la Rivière-Bréhaut est un édifice situé à Taupont en France.

## Localisation
Le manoir est situé sur le territoire de la commune de Taupont, au lieu-dit la Rivière Brehaut, dans le département du Morbihan en région Bretagne.

## Description
Les vestiges du manoir datent du XVIIe siècle, le logis a été reconstruit dans la deuxième moitié du XIXe siècle, édifice à un étage carré construit en moellons de granite et de schiste. Toiture à longs pans recouverte d'ardoises , pignon couvert.

## Historique
Le manoir est inscrit à l'inventaire général du patrimoine culturel en 1984.